# The Silvia Night Show
The Silvia Night Show är en isländsk underhållningserie från 2006 som följer artisten Silvia Nights dagliga liv. Serien sänds på TV400.